# Peeblesshire

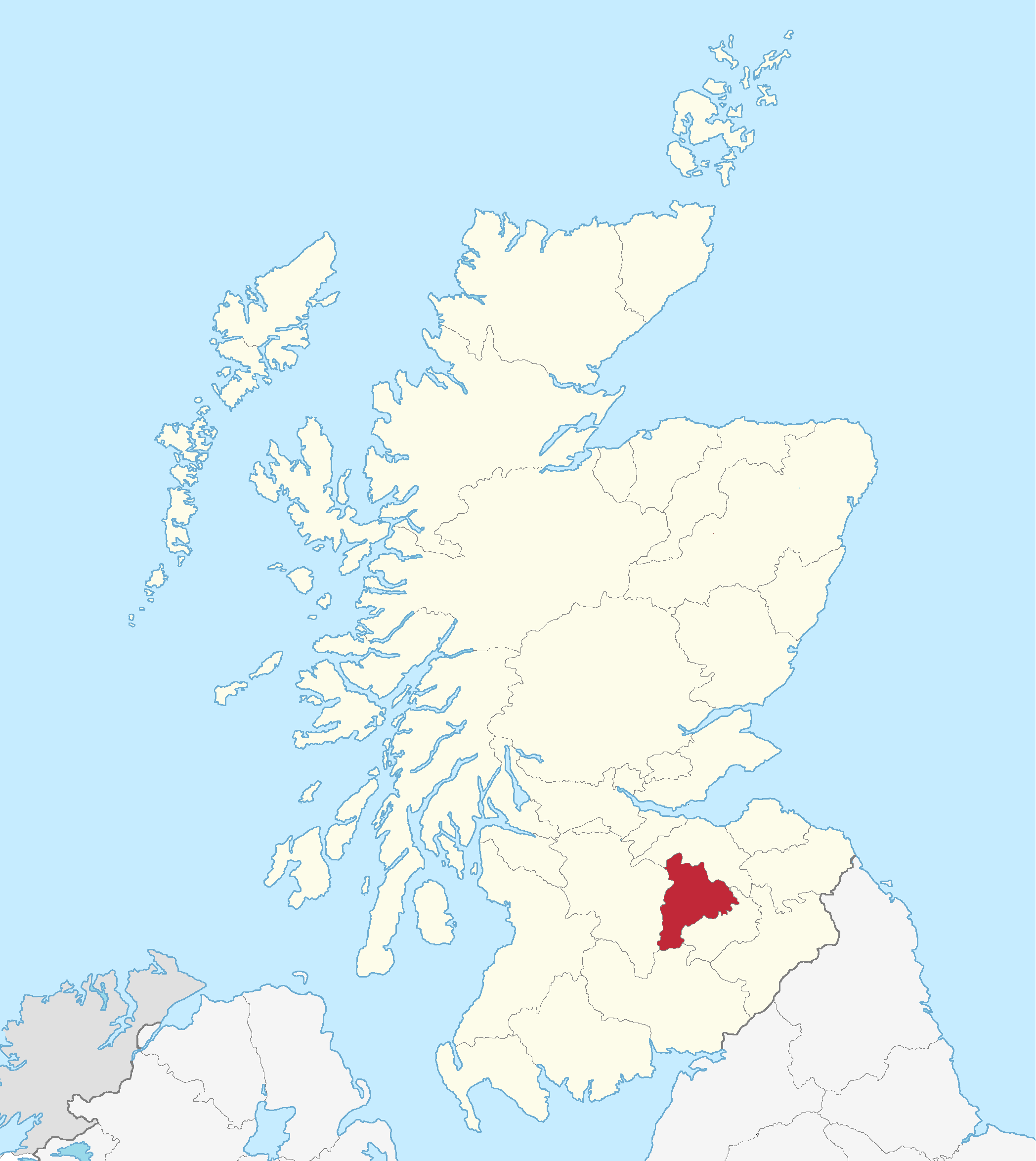
Granice Peeblesshire ok. 1890 roku

Peeblesshire (gael. Siorrachd nam Pùballan) – dawne hrabstwo w Szkocji, obecnie kraina historyczna w hrabstwie Scottish Borders.
Stolicą Peeblesshire jest Peebles. Dlatego zwano je hrabstwem Peebles - "County of Peebles". W czasach nowożytnych zostało wyodrębnione administracyjnie między rokiem 1890 a 1975. Następnie po reformie administracyjnej zostało włączone do ówczesnego dystryktu Tweeddale, w ówczesnym regionie Scottish Borders. Region został zlikwidowany w 1996 i przekształcony w hrabstwo a Peeblesshire znalazło się w jego granicach. Obecnie tereny Peeblesshire pokrywają się z obszarem rejonu Tweeddale. Dlatego też nazwy "Peeblesshire" i "Tweeddale" używane są zamiennie. Choć miejscowi celowo odróżniają Peeblesshire od Tweeddale i pozostałych terenów Scottish Borders.